# Teoria somatica
La teoria somatica è una teoria del comportamento sociale umano basata all'incirca sull'ipotesi del marcatore somatico di António Damásio.
La teoria propone un meccanismo attraverso il quale i processi emotivi possono guidare o influenzare il comportamento: in particolare, il processo decisionale, la teoria dell'attaccamento di John Bowlby e la psicologia del sé di Heinz Kohut (soprattutto come consolidata da Allan Schore).
Si basa su vari modelli filosofici: 
sulla genealogia della morale di Friedrich Nietzsche, 
Martin Heidegger su das Man, Maurice Merleau-Ponty sul corpo vissuto,
Ludwig Wittgenstein sulle pratiche sociali,
Michel Foucault sulla disciplina,
così come le teorie della performatività emergenti della teoria degli atti linguistici di JL Austin, in particolare come sviluppata da Judith Butler e Shoshana Felman.
Alcuni teorici somatici hanno anche legato la teoria somatica alla performance nelle scuole di formazione attoriale sviluppate da Konstantin Stanislavski e Bertolt Brecht.

## I teorici

### Barbara Sellers-Giovane
Barbara Sellers-Young applica l'ipotesi dei marcatori somatici di Damasio al pensiero critico come prestazione incarnata
e fornisce una revisione della letteratura teorica negli studi sulla performance che supporta qualcosa simile all'approccio di Damasio:
- La teoria delle intelligenze multiple di Howard Gardner, in particolare l’intelligenza corporeo-cinestetica
- Thomas Hanna insiste sul fatto che “non possiamo percepire senza agire e non possiamo agire senza percepire”[3]
- La pedagogia del movimento di Bonnie Bainbridge Cohen
- La teoria della recitazione di Konstantin Stanislavskij afferma che “in ogni azione fisica, a meno che non sia puramente meccanica, si nasconde qualche azione interiore, qualche sentimento. Così si creano in una parte i due livelli di vita, quello esteriore e quello interiore, intrecciati. Uno scopo comune li unisce e rafforza il legame indissolubile”.[4]

### Edward Slingerland

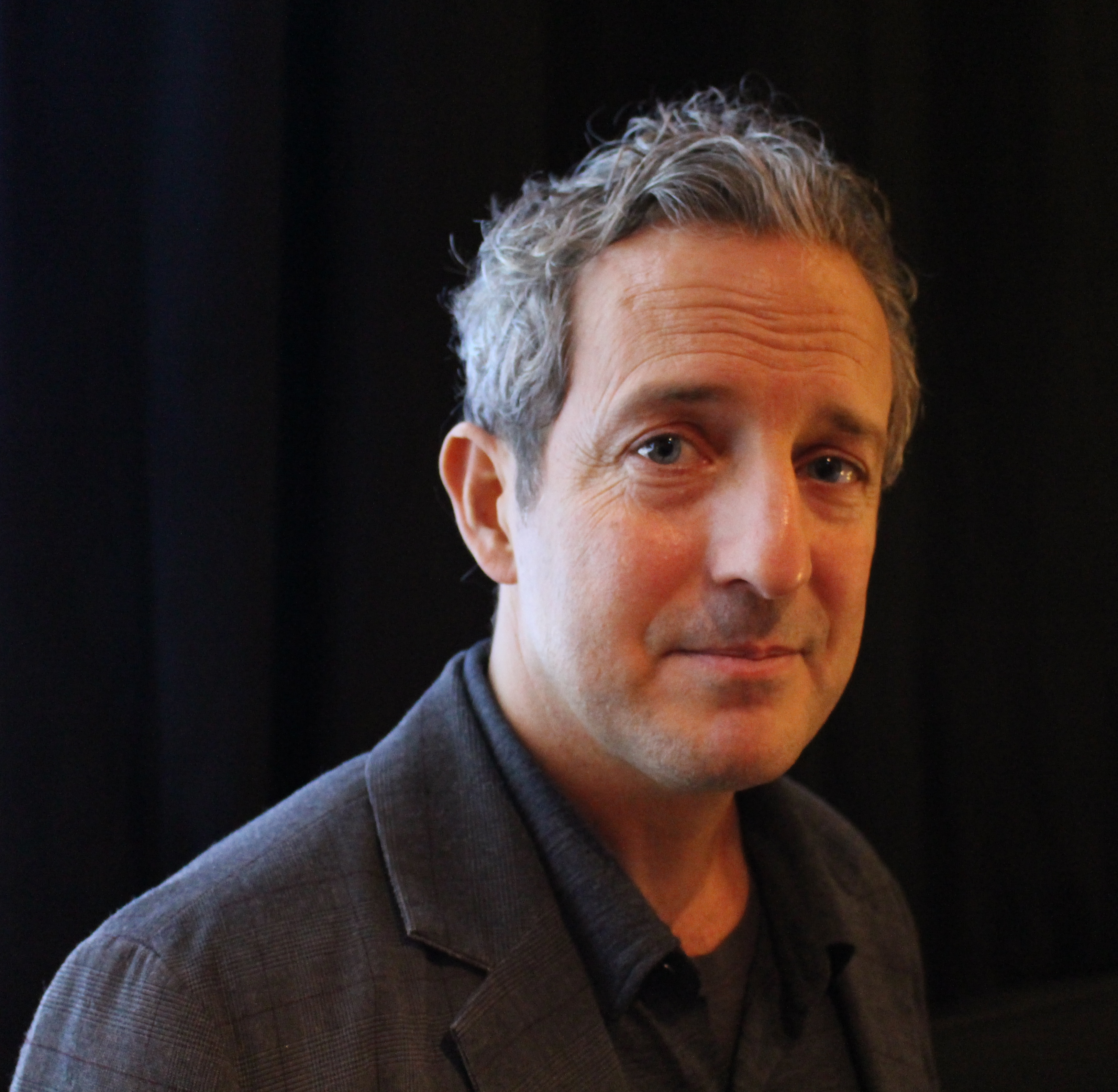
Edward Slingerland al Festival Internazionale della Scienza di Edimburgo

Edward Slingerland applica l'ipotesi dei marcatori somatici di Damasio alla linguistica cognitiva di Gilles Fauconnier e Mark Turner, così come a quella di George Lakoff e Mark Johnson. In particolare, Slingerland combina la teoria della fusione concettuale di Fauconnier e Turner con la teoria della metafora della mente incarnata di Lakoff e Johnson. Il suo obiettivo nell’importare la teoria somatica nella linguistica cognitiva è dimostrare che: 
lo scopo principale del raggiungimento della scala umana non è aiutarci a comprendere una situazione, ma piuttosto aiutarci a sapere come sentirci al riguardo. Soprattutto nei discorsi politici e religiosi – situazioni in cui gli oratori tentano di influenzare i valori e i processi decisionali dei loro ascoltatori--, vorrei sostenere che il raggiungimento della scala umana è inteso principalmente a importare normatività nella miscela, che è realizzato attraverso il reclutamento di reazioni emotivo-somatiche su scala umana.
Questo argomento è essenzialmente un tentativo di collegare i teorici della fusione concettuale con quei neuroscienziati che sostengono l’importanza degli stati somatici e delle reazioni emotive nella creazione di valore umano e nel processo decisionale.

### Douglas Robinson
Douglas Robinson iniziò per la prima volta a sviluppare una teoria somatica del linguaggio per una presentazione alla 9ª American Imagery Conference di Los Angeles, nell'ottobre 1985.
Si basava sulla teoria di Ahkter Ahsen della risposta somatica alle immagini come base per le trasformazioni terapeutiche.
In contraddizione con il modello di Ahsan, che rifiutava la “cura verbale” di Freud sulla base del fatto che le parole non risvegliano risposte somatiche, Robinson sosteneva che esiste una somatica molto potente del linguaggio.
Successivamente incorporò questa nozione in The Translator's Turn (1991), attingendo alle teorie somatiche (passeggere) di William James, Ludwig Wittgenstein e Kenneth Burke per sostenere che la risposta somatica può essere "idiosomatica" (somaticamente idiosincratica), ma è tipicamente "ideosomatico" (somaticamente ideologico, o modellato e guidato dalla società).
Inoltre, l'ideosomatica del linguaggio spiega come il linguaggio rimanga sufficientemente stabile affinché la comunicazione sia possibile.
Questo lavoro ha preceduto la prima pubblicazione scientifica del gruppo di Damasio sull'ipotesi dei marcatori somatici nel 1991, e Robinson non iniziò a incorporare l'ipotesi dei marcatori somatici di Damasio nella sua teoria somatica fino alla fine degli anni '90. 
In Translation and Taboo (1996), Robinson si è ispirato alle teorie protosomatiche di Sigmund Freud, Jacques Lacan e Gregory Bateson per esplorare i modi in cui gli ideosomatici del tabù strutturano (e in parte sanzionano e nascondono) la traduzione dei testi sacri.
Il suo primo libro che attinge all'ipotesi dei marcatori somatici di Damasio è Performative Linguistics (2003).
Lì si ispira alla teoria degli atti linguistici di JL Austin, alla teoria dell'iterabilità di Jacques Derrida
e alla teoria del dialogismo di Mikhail Bachtin,
per sostenere che la performatività come attività del corpo parlante è fondata sulla teoria somatica.
Egli si avvale anche dell'applicazione di Daniel Simeoni della teoria dell'habitus di Pierre Bourdieu per sostenere che la sua somatica della traduzione, così come sviluppata in The Translator's Turn, in realtà spiega le norme traduttive in modo più completo rispetto al resoconto di Gideon Toury in Descriptive Translation Studies and beyond (1995).
Nel 2005, Robinson ha iniziato a scrivere una serie di libri che esplorano la teoria somatica in diversi contesti comunicativi:
teorie moderniste/formaliste dell'alienazione (Robinson 2008),
traduzione come pressione ideologica (Robinson 2011), 
scrittura del primo anno (Robinson 2012)
e il rifugiato esperienza, (de)colonizzazione e trasmissione intergenerazionale del trauma (Robinson 2013).
Nell'articolazione di Doug Robinson, la teoria somatica ha 4 assi principali:
1. La stabilizzazione delle costruzioni sociali attraverso marcatori somatici.
2. La condivisione interpersonale di tali stabilizzazioni attraverso il trasferimento somatico mimetico.
3. La circolazione o reticolazione regolatoria ( ideosomatica ) di tali somatomimesi attraverso un intero gruppo nello scambio somatico.
4. La natura "klugey" della regolazione sociale attraverso lo scambio somatico, che porta a fallimenti idiosomatici e al rifiuto di essere completamente regolati.

Inoltre, lungo il percorso ha collegato ulteriori concetti alla teoria somatica: la "propriocezione" del corpo politico come equilibrio omeostatico tra troppa familiarità e troppa stranezza (Robinson 2008);
tensioni tra loconormatività e xenonormatività, esosomatizzazione di luoghi, oggetti e colore della pelle e paleosomaticità (Robinson 2013); ecosis e icosis (opera inedita). 

### Stefania Fetta

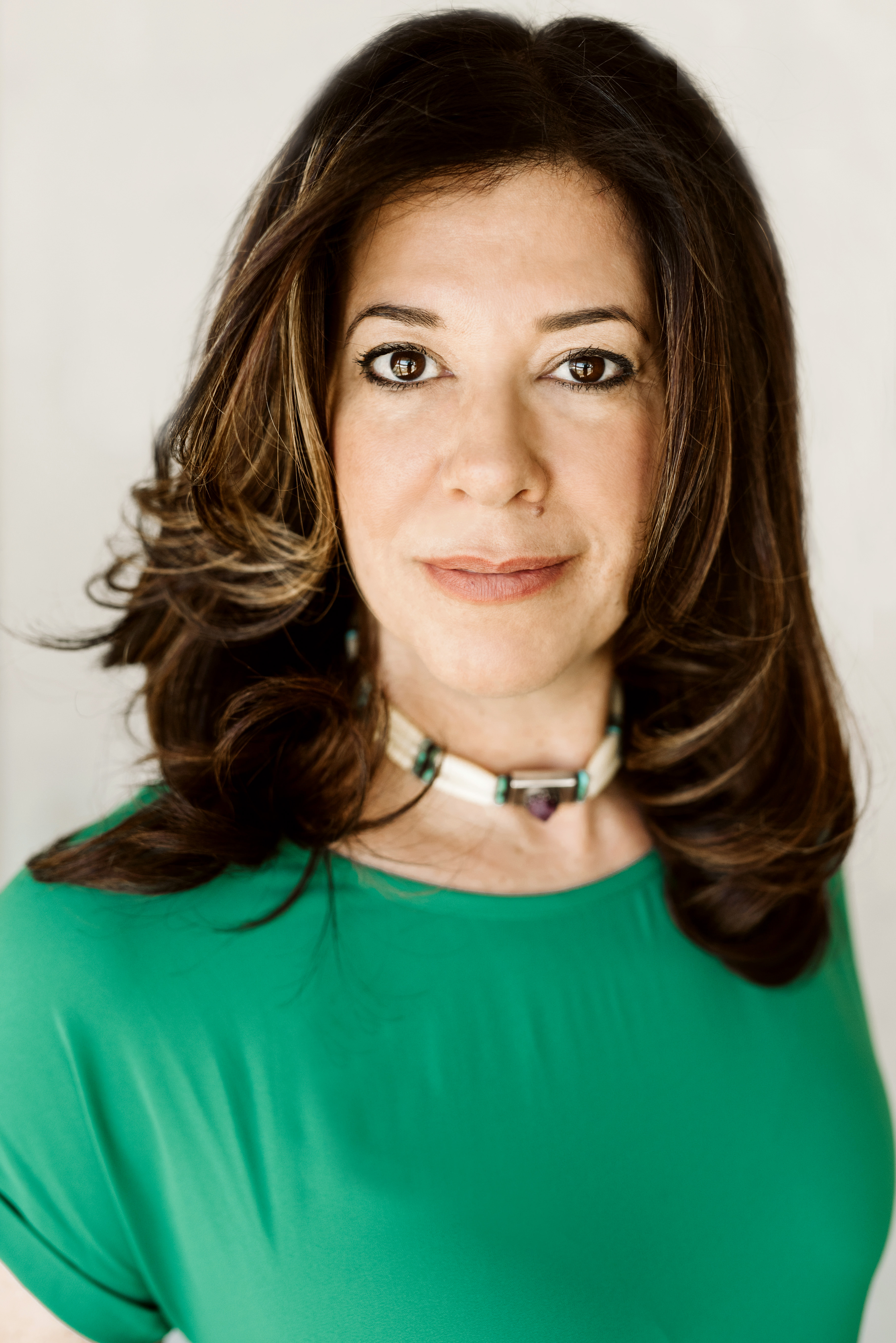
Stephanie Fetta è professoressa associata di letteratura e cultura latina@/x presso l'Università del Massachusetts, Amherst.

L'approccio di Stephanie Fetta alla teoria somatica intreccia una vasta gamma di discorsi disciplinari, che vanno dalle scienze cognitive e neuroscienze alla sociologia e alla sofiologia. Come critica letteraria e culturale, Fetta attira l'attenzione e indaga il ruolo del soma nel suo studio dei testi creativi statunitensi Latin@/x . Il suo lavoro accademico amplia la portata della teoria somatica e degli studi letterari traendo sostegno dalle scienze naturali e sociali per posizionare il soma come un “agente psicobiologico ” e attore sociale, e quindi una lente trascurata (ma indispensabile) nello studio del potere sociale. (2018, 37). 
Basandosi sugli usi biblici e contemporanei del termine, Fetta riconcettualizza il soma come "il corpo emotivo, intelligente e comunicativo" e spiega che si riferisce ai gesti del corpo fisico in risposta interna alle pressioni sociali esterne.
Perciò, è una delle prime teoriche somatiche a utilizzare il termine soma in questo senso, nonostante l'attuale ondata di studi in neurologia, studi letterari cognitivi, scienze comportamentali, studi sul corpo, teoria degli affetti, teorie della mente (ToM) e filosofia della mente. mente (PoM), che mette insieme le connessioni tra processi cognitivi, reazioni emotive corporee e percezioni valutative. 
Nel 2018, ha pubblicato Shaming into Brown: Somatic Transactions of Race in Latina/o Literature, uno studio transdisciplinare dettagliato e analitico che rende il soma come “un sito di soggettività pervasivo ma inaspettato”. Lei utilizza questa concezione del soma come strumento principale per indagare la razzializzazione intersezionale e le transazioni di razza nei suoi casi di studio sulla letteratura Latin@/x (xiii).
Questo libro sviluppa l'analisi somatica come una linea di indagine, che i revisori sostengono abbia applicazioni in campi come le discipline umanistiche, la teoria critica della razza, la neurologia, gli studi comportamentali e così via.
L'analisi somatica ha ispirato ed è stata citata in un crescente numero di lavori accademici, personali e artistici.
Le principali applicazioni dell'analisi somatica di Stephanie Fetta sono le cinque seguenti:
- Racial Shaming: una tecnologia sociale che utilizza il corpo somatico per materializzare Brown in un fatto sociale. La sua tesi è ancorata a due teorie psicoanalitiche: (1) l'analisi bioenergetica, sviluppata da Alexander Lowen, e  (2) la teoria degli affetti, avanzata da Silvan Tomkins.
- Scene di razzializzazione: una pratica sociale in cui “i corpi impongono asimmetrie sociali attraverso l’espressione somatica” (2018, xv). Fetta individua 4 passaggi, o sequenze somatiche, attraverso i quali la nozione di razza condiziona le interazioni personali e intersoggettive.
- Il razzializzatore inizia (1) identificando segnali fenotipici e somatici come motivo per ostacolare il rispecchiamento somatico e ritirare il rapporto interpersonale con l'interlocutore razzializzato, bloccando qualsiasi empatia nei suoi confronti. Ciò porta, a sua volta, a (2) rifiuto sociale e dissonanza somatica, che funziona come fonte di vergogna. In linea con l'ipotesi del marcatore somatico di Damasio, sostiene che (3) vengono applicati script sensoriali realizzati socialmente e culturalmente, (4) completando il processo di razzializzazione con un'espressione somatica di disgusto, registrata attraverso i sensi (olfatto, vista, udito).
- Soma interno: Fetta esamina la razzializzazione dalla prospettiva del corpo interno somatico. Nel suo caso di studio sull'Autobiografia di un bufalo marrone (1972) di Oscar 'Zeta' Acosta, presta attenzione ai paralleli tra la lotta di Oscar con il disprezzo di sé interiorizzato e il suo stomaco somatico non conforme.[16]
- Rappresentazione somatica: un processo su cui fanno affidamento gli attori di successo del Metodo, in cui gli attori devono sovrascrivere la propria espressione somatica abitando e rappresentando il soma del loro personaggio. Stephanie Fetta complica ulteriormente l’obiettivo prestazionale del Metodo di recitazione, ovvero la rappresentazione somatica presumibilmente reale, e sostiene che tale rappresentazione potrebbe “scontrarsi con un altro stile di recitazione a cui [lei] si riferisce come gestione dell’immagine corporea […] che manca della naturalezza dell’espressione somatica vissuta.” (2018, 95). Esteso al concetto di magia o tata, la prestazione somatica è richiesta a soggetti socialmente inferiori, la cui vera espressione somatica potrebbe tradire vulnerabilità alla vergogna o addirittura alla violenza.[17]
- Il Soma e la Sophia: Fetta (ri)introduce anche Sophia, la seconda figura di alcune trinità cristiane, all'analisi letteraria e alla teoria somatica. Fetta spiega che la raccolta di poesie di Andres Montoya, The Ice Worker Sings and Other Poems (1999), fornisce un'altra visione del soma: un soma spirituale o divino, che trasforma il dolore, la sofferenza e il peccato attraverso la figura sacra di Sophia. In tal modo, ella sostiene che Sophia non è solo una figura biblica ma anche una potente analisi del soma divino.